# MyNotes
myNotes est un logiciel tournant sous Mac OS X.
myNotes permet de saisir, classer et retrouver des données de type texte à l’aide d'une interface simple et élégante. De nombreuses fonctions sont disponibles : importation de fichiers existants, extraction d’informations, intégration avec Carnet d’adresses, comptage de mots et caractères automatique, création facile de Liens internesst, etc.